# Rafael Andia
Pour les articles homonymes, voir Andia.
Rafael Andia, né le 30 novembre 1942, est un guitariste français.

## Biographie
Né en France en 1942 de parents Républicains espagnols, Rafael Andia étudie d’abord le violon mais il se sent attiré par sa tradition musicale familiale. Le flamenco qu’il pratique alors pendant plusieurs années cède la place ensuite à la guitare classique, mais sa vision de celle-ci reste durablement sous cette première influence.
Rafael Andia a marqué sa génération par une activité guitaristique des plus complètes. Sa réputation résonne autant dans le domaine contemporain où il a créé certaines des pièces les plus significatives de l'écriture de notre temps, que dans celui de la musique ancienne (il a très largement contribué au renouveau de la guitare baroque, particulièrement à travers l'œuvre pour guitare de Robert de Visée, tant comme guitariste que comme chercheur au CNRS), ou encore dans celui de la guitare espagnole, dont il a popularisé les techniques de jeu au sein de l'école française, en tant que professeur de guitare classique et baroque à l'École normale de musique de Paris depuis 1971.
Compositeur et directeur de collections, il apporte régulièrement sa contribution au répertoire pédagogique, ancien, classique ou contemporain.

## Disques
- 1974: Les Classiques de la Guitare : Padre Antonio Soler, João de Sousa Carvalho, Domenico Scarlatti, Enrique Granados, Joaquin Turina, Emilio Pujol, Manuel de Falla. Disques Chorus 19733
- 1979: Chefs-d'œuvre des musées français :  Gaspar Sanz, Francisco Guerau, sur instruments originaux du XVIIe siècle. Densité 7
- 1984 : François Le Cocq (1729) : l'œuvre pour guitare baroque. (première discographique). MW 80045 (GHA 126.062)
- 1985 : Villa-Lobos : Les cinq Préludes et André Jolivet : l’œuvre pour guitare (première discographique). Lyrinx 034
- 1986 : Robert de Visée (1682/1686) : intégrale pour guitare baroque (première discographique). Harmonia Mundi, coffret 118688, CD 901186
- 1990: “Guitar” : Tristan Murail, Yoshihisa Taïra, Michèle Reverdy, Philippe Drogoz, Claude Ballif (première discographique): Adda / Musidisc CD 590019
- 1999 : Joaquin Turina : intégrale à la guitare (première discographique) Harmonia Mundi CD HMC 905246
- 2002 : Isaac Albéniz : intégrale à la guitare (première discographique)  Mandala CD Man 5030
- 2006 : Manuel de Falla : intégrale à la guitare (première discographique)  Mandala CD 5112
- 2013: Rafael Andia : œuvres pour une et deux guitares, avec Claire Sananikone et Rafael Andia, guitares. Solstice SOCD 295

## Créations
guitare seule :
- Claude Ballif: Solfeggietto no 6, op. 36
- Graciane Finzi: Non se muove una foglia
- André Jolivet: Tombeau de Robert de Visée
- Tristan Murail: Tellur
- José-Luis Narvaez: Vision Clasica del Flamenco
- Michèle Reverdy: Triade
- Henri Sauguet: Musiques pour Claudel
- Yoshihisa Taïra: Monodrame III

autres :
- Claude Ballif: Poème de la Félicité, pour trois voix de femme, perc. et guitare dir. Yves Prin, Radio- France 1979
- Bruno Ducol: Des Scènes d’Enfants, avec Renaud François, flûte, Radio-France 1984
- Christiane Le Bordays: Concerto de Azul, Orchestre de Nice-Côte d’Azur, dir. Pol Mule, Radio-France 1976
- Tod Machover: Déplacements, pour guitare amplifiée et bande magnétique, Festival de la Jeune Musique, Varsovie 1984 (création pour l’Europe)
- Philippe Manoury: Musique, pour deux harpes, deux perc., mandoline et guitare, dir.Guy Reibel, Radio-France 1986
- Yoshihisa Taïra: Pénombres I et II, (version pour une seule guitare et douze cordes), Ensemble Ars Nova, dir. Philippe Nahon, Maison de la Culture de La Rochelle 1988
- Jean Jacques Werner Duo Concertant, avec Francis Pierre, harpe, Radio-France 1977

## Publications
- 1969:  "Etalonnage d'un spectromètre Ebert-Fastie", thèse université Paris VI
- 1970 : "Infrared Absorption Spectrum of Methane from 2884 to 3 141 cm−1", L. Henry, N. Husson R. Andia et A. Valentin, Journal of molecular spectroscopy 36, 511-520 (1970)
- 1978 : La Guitare Baroque, Paris, Les Goûts Réunis
- 1981 : Le Guide de la Guitare, Paris, éditions Mazarine, articles Le Répertoire de la Guitare et Le Flamenco
- 1985 : La Guitare, Paris, éditions Jean-Claude Lattès, à paraître
- 1999 : Robert de Visée, les deux livres pour guitare (1682-1686), Paris, Éditions musicales transatlantiques, en collaboration avec Hélène Charnassé et Gérard Rebours  (ISBN 2903933510)
- 2000 : Francisco Tárrega, the collected guitar works, Heidelberg, Chanterelle verlag, préface des deux volumes.
- 2015 : Libertés et déterminismes de la guitare, essai, Paris, L'Harmattan.
- 2016 : Labyrinthes d'un guitariste, témoignage, Paris, L'Harmattan.
- 2018 :  Rasgueados, roman, Paris, L'Harmattan.
- 2019 : Guitarre Royalle, roman, Paris, L'Harmattan.

## Collections
La Guitare contemporaine, collection Rafael Andia
- Claude Ballif, Solfeggietto op. 36
- Léo Brouwer, El Decameron Negro
- Stephen Dembski, Sunwood
- Philippe Drogoz, Prélude à la mise à mort
- Philippe Drogoz, Voyage pour une guitare
- Arnaud Dumond, 5 Haïkus Atonaux
- Félix Ibarrondo, Cristal y Piedra
- André Jolivet, Le Tombeau de Robert de Visée
- Aram Khatchatourian, Prélude pour guitare
- Edith Lejet, Balance
- Tod Machover, Déplacements
- Georges Migot, Pour un hommage à Claude Debussy
- Tristan Murail, Tellur
- Yves-Marie Pasquet, Les Oiseaux du regard
- Michèle Reverdy, Triade
- Jeannine Richer, Piège VI
- Anne Sédès, Pièce no 1
- Yoshihisa Taïra, Monodrame III
- Alain Weber, Quasi Sonatina

Guitarra Ibérica, collection Rafael Andia
Rafael Andia,
- Canciones Flamencas antiguas pour deux guitares
- Improvisación al Estudio de Cano
- Impulsivo
- Flamenco Miniatura, 8 pièces pour débutants

Miguel Castaños
- Flamenco de base

Williams Montesinos
- Imágenes para Aguirre

José-Luis Narvaez
- Cerro de la Luna
- Rumba
- Sonata Flamenca pour deux guitares
- Visión Clásica del Flamenco

Joaquín Turina
- Cinq Danses Gitanes, op. 55 pour guitare
- Tango, op 8 no 2 pour guitare

Narciso Yepes
- Jeux Interdits pour 4 guitares